# Fähnlein
Ein Fähnlein oder Fahne ist eine Unterformation eines Landsknechtsregiments. Jedes Fähnlein bestand aus mehreren Rotten.
Als Einheit umfasste das Fähnlein um die 400 Landsknechte. An der Spitze stand der Hauptmann oder Kapitän. Der Begriff wurde im Militärwesen allmählich durch Kompanie ersetzt. Eine Rotte bestand aus acht bis zwölf Landsknechten oder sechs Doppelsöldnern; die Rotte wurde von einem Rottmeister geführt. Sie entspricht dem heutigen Trupp oder der Gruppe.

## Wortherkunft und -verwendung
Der Begriff Fähnlein beschreibt seit dem Mittelalter eine kleinere Anzahl von zusammengruppierten Personen, die sich um eine Fahne scharte, Rotte kommt aus mittellateinisch rupta „versprengte Schar“ zu rumpere „reißen“.
Im 17. Jahrhundert ersetzte das in ganz Europa benutzte Wort Compagnia, Compagnie, Kompanie das Wort „Fähnlein“ auch im deutschen Sprachraum. Es findet später bei Wandervögeln und den Pfadfindern Verwendung (siehe Pfadfindersippe, auch als Fähnlein Fieselschweif in Donald-Duck-Comics rezipiert) sowie zur Zeit des Nationalsozialismus beim Deutschen Jungvolk. Rotte wurde später auch in der Organisationsstruktur der SS verwendet und hat sich heute als Rotte (Antrittsordnung bei der Bundeswehr) erhalten.

## Geschichte
Das Fähnlein war bereits im Mittelalter die Verwaltungseinheit bei Truppen, insbesondere in der Infanterie. Es zählte zunächst 400 bis 600 Mann, manchmal bis zu 1.000, in Frankreich 300 Mann, bei Georg von Frundsberg 380 Landsknechte. Diese Angaben waren jedoch die Sollstärke, die fast niemals erreicht wurde. So betrug die tatsächliche Stärke der französischen Fähnlein über lange Zeit nicht mehr als 100 bis 200 Mann.
Die Regimenter der verschiedenen Heere hatten ganz unterschiedliche Anzahl von Fähnlein:
- 18 Fähnlein bei Frundsberg
- 12 Fähnlein bei einer französischen Legion
- 10 Fähnlein bei den kaiserlichen Truppen während des Schmalkaldischen Krieges

Das Fähnlein bestand aus Schützen, Pikenieren sowie Hellebardieren.
Unter Karl V. (1500–1558) zählte das Rahmen- oder Stabsperonal für ein deutsches Fähnlein:
- 1 Hauptmann
- 1 Leutnant, auch Lieutenant, Locotenens oder Leutinger
- 1 Fähnrich
- 1 Feldwebel
- 1 Kaplan
- 1 Fourier
- 1 Führer
- 2 Gemeinwebel
- 1 oder 2 Trommler oder Pfeifer
- 2 sogenannte Trabanten zum Schutz des Hauptmanns
- 1 Dolmetscher
- 2 Jungen für den Hauptmann und den Fähnrich
- 1 Koch
- 1 berittenen Knecht für den Hauptmann

Dieser Rahmen wurde auch Prima Plana (von lat. prima plana, erstes Blatt) genannt, weil diese Personen auf dem ersten Blatt der Musterungslisten stand.
In der Grafschaft Lippe wurde eine Fahne 1599 folgendermaßen beschrieben: Eine vollzählige Fahne wird zu 300 Mann gerechnet, welche aus 150 Doppelsöldnern mit langen Spießen und Hellebarden, 110 Schützen mit Rohren und 40 Musketieren besteht.
Zu Beginn des 17. Jahrhunderts – vor dem Dreißigjährigen Krieg – sollte ein Fähnlein in Deutschland folgende Stärke besitzen:
- 100 Pikeniere
- 160 Musketiere
- 20 Hellebardiere
- 20 Rondartschiere

Die Schwedische Armee teilte während des Dreißigjährigen Krieges ein Fähnlein in drei Squadronen (zwei aus Musketieren, eine aus Pikenieren). Jede Squadron sollte aus zwei Korporalschaften zu vier Rotten à 6 Mann bestehen, die gesamte Kompanie hatte damit eine Sollstärke von 147 Mann einschließlich der Offiziere (Hauptmann, Fähnrich und Leutnant).
Wallenstein schrieb eine Sollstärke von 300 Mann für das Fähnlein zu Fuß und 100 für das zu Pferd (Kornette) vor. Allerdings wurde diese Sollstärke nur selten erreicht.